# De bruiloft van Kloris en Roosje

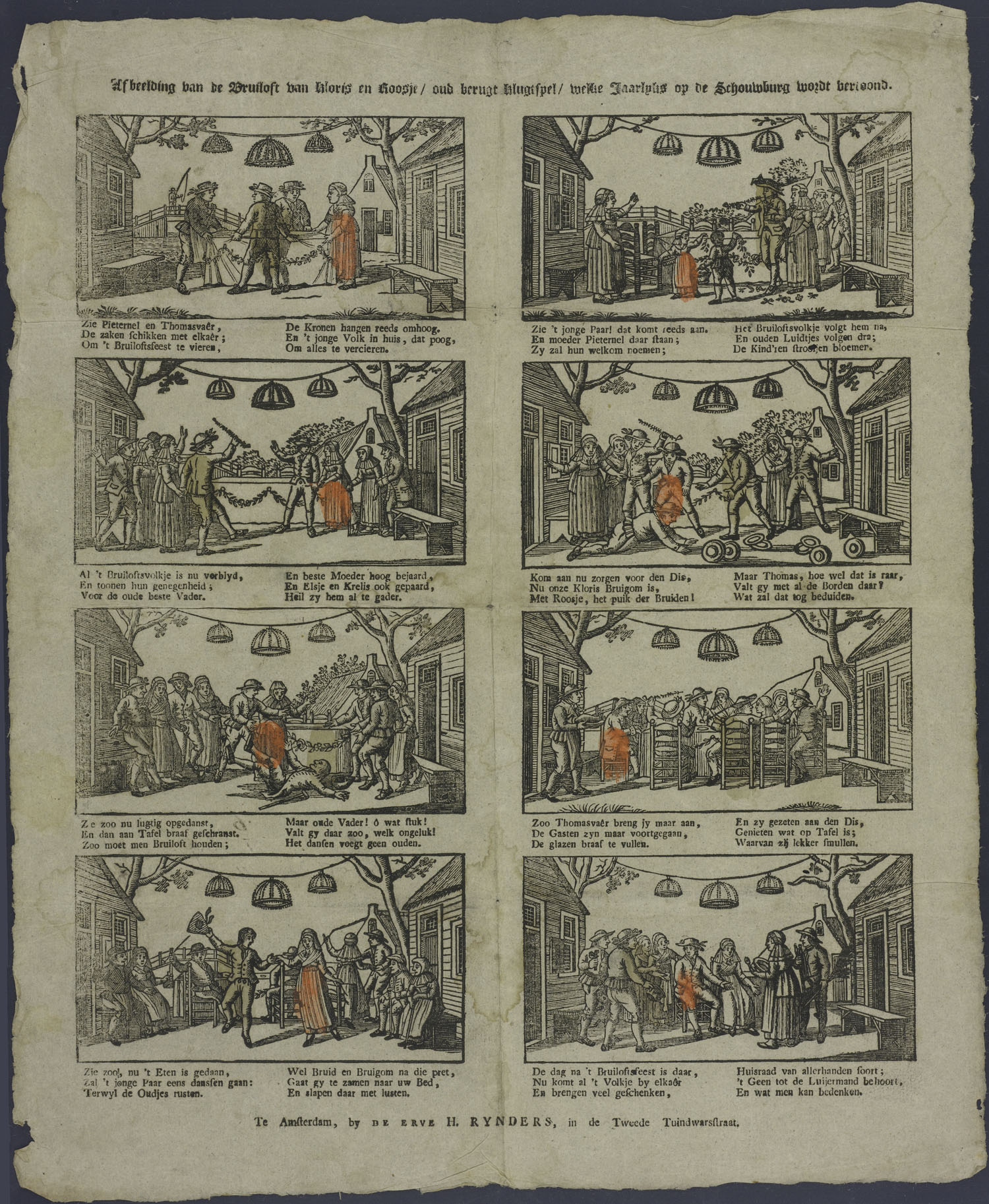
De bruiloft van Kloris en Roosje op een centsprent.

De bruiloft van Kloris en Roosje is een eind 17e eeuw of begin 18e eeuw door Dirk Buysero geschreven klucht. Het stuk werd vanaf 1707 vrijwel ieder jaar opgevoerd als vrolijk nastuk, na voorstellingen rond nieuwjaarsdag van het treurspel Gijsbrecht van Aemstel van Vondel. Dit bleef zo, tot de laatste uitvoering in 1968. De personages Thomasvaer en Pieternel staan aan het begin van de oudejaarsconference-traditie.

## Geschiedenis
Dirk Buysero hield zich in zijn vrije tijd bezig met het schrijven van toneelstukken. Nadat hij eind 17de eeuw in Parijs een opera had bijgewoond, probeerde hij dit genre ook in Nederland in te voeren. Dit leidde in 1688 tot het stuk "De Vrijadje van Cloris en Roosje". Het stuk, met muziek van de Amsterdamse componist Servaas de Koning, was een pastorale waarin de herder Cloris erin slaagt om de hand van Roosje voor zich te winnen. Het operaatje werd opgevoerd in de Haagse Schouwburg, en bleek een groot succes. Hierdoor aangemoedigd, besloot de theaterdirecteur Jacob van Rijndorp dat er een tweede stuk in dezelfde trant moest komen. Uit deze samenwerking volgde een nieuw stuk, De Bruiloft van Kloris en Roosje, dat wederom een groot succes werd.
Niet lang daarna kreeg de Amsterdamse toneelspeler Thomas van Malsem het script in handen. Van Malsem, die bekendstond om zijn komische rollen, nam het stuk flink onder handen. Hij maakte er een bewerking van, om deze te kunnen spelen als luchtig naspel na het zwaarmoedige drama van Vondel in de Amsterdamse Schouwburg. De zang in de eerste drie scènes werd intact gelaten, maar de dialogen uit het vervolg werden flink aangepakt. De oude boer en een boerin in het stukje, de ouders van de bruidegom, noemde hij naar de acteurs, die in deze rollen optraden: Thomasvaer (gespeeld door hemzelf) en Pieternel (gespeeld door Petronella Vlieg).
Het naspel sloeg aan. Terwijl 'de Gijsbreght' sinds 1692 voorheen slechts tweemaal werd uitgevoerd, steeg nu het aantal uitvoeringen tot vier à vijf per jaar. Men experimenteerde in de jaren na 1707 nog enkele keren met andere naspelen, maar "De Bruiloft" bleek zo in de smaak te vallen, dat het vanaf 1717 het vaste naspel werd.

## Verhaal
De eerste drie scènes van het stuk draaien om de plattelandsjongen Krelis en zijn vriendinnetje Elsje, die op weg zijn naar de bruiloft van Kloris en Roosje. In de scènes die volgen, wordt getoond hoe Tomas en Pieternel, de ouders van de bruidegom, de bruiloft voorbereiden en de gasten ontvangen. Wanneer in de laatste scène ook Krelis en Elsje eindelijk zijn gearriveerd, kan het feest beginnen. Er is een maaltijd, er wordt gezongen en gedanst, en het bruidspaar krijgt cadeaus uitgereikt door de gasten.
Mogelijk al vanaf de eerste opvoering door Thomas van Malsen, maar in ieder geval vanaf halverwege de 18de eeuw, werd er ook een nieuwjaarswens aan het stuk toegevoegd, uitgesproken door Thomasvaer. In de nieuwjaarswens werd op een luchtige wijze teruggeblikt op de gebeurtenissen van het afgelopen jaar en vooruitgekeken naar het nieuwe. Dit onderdeel kan gezien worden als de voorloper van de oudejaarsconference.

## Rollen

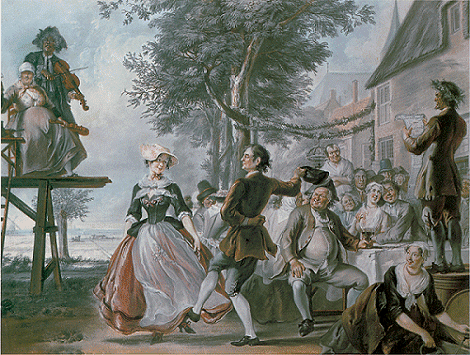
Reproductie van 18e-eeuws schilderij van Cornelis Troost.

- Kloris, bruidegom van Roosje
- Roosje, bruid van Kloris
- Tomas Klorisse, vader van Kloris
- Pieternel, moeder van Kloris
- Elsje, verloofd met Krelis
- Krelis, verloofd met Elsje
- Teeuwis
- Mansette

## Muziek
De oorspronkelijke muziek van Carolus Hacquart ging grotendeels verloren in 1772, tijdens de brand in de Amsterdamse Schouwburg op de Keizersgracht. Nieuwe muziek werd hierop gecomponeerd door de toenmalig muzikaal directeur van de schouwburg, Bartholomeus Ruloffs.